# ویریو-لو-پوتی
ویریو-لو-پوتی (به فرانسوی: Virieu-le-Petit) یک کمون در فرانسه است که در Canton of Champagne-en-Valromey واقع شده‌است.

## خصوصیات
ویریو-لو-پوتی ۱۶٫۴ کیلومترمربع مساحت و ۳۱۳ نفر جمعیت دارد و ۶۳۵ متر بالاتر از سطح دریا واقع شده‌است.